# Bernard Schreiner (homme politique, 1937-2020)
Pour le journaliste et député socialiste des Yvelines, voir Bernard Schreiner (homme politique, 1940-2002)
Bernard Schreiner, né le 30 août 1937 à Brumath (Bas-Rhin) et mort le 24 mars 2020 à Haguenau (Bas-Rhin), est un homme politique français. Membre du RPR puis de l'UMP, il fut maire de Brumath (1977-2001) et député du Bas-Rhin (1988-2007).

## Carrière
Après avoir participé à la guerre d'Algérie et avoir été décoré de la croix de la Valeur militaire, Bernard Schreiner entame une carrière à l'Éducation nationale, enseignant longtemps l'allemand à Brumath dans sa ville natale.
Il s'engage dans la vie politique locale, devenant maire de Brumath en 1977. De 1988 à 2007, il est député de la 9e circonscription du Bas-Rhin. Il a d'abord fait partie du RPR, puis lors de la disparition de celui-ci avec la création de l'UMP, il y adhère en 2002.
Enfin, il a poursuivi ses activités politiques au niveau européen. Depuis 1993, Bernard Schreiner représente la France au Conseil de l'Europe, et préside les délégations françaises aux assemblées parlementaires du Conseil de l'Europe et de l'Union de l'Europe occidentale (UEO).
Il est membre du groupe d'études sur la question du Tibet de Assemblée nationale.
Malade depuis plusieurs années, il meurt le 24 mars 2020 à l'âge de 82 ans, à l’hôpital de Haguenau, dans le Bas-Rhin.

## Mandats
Mandats nationaux
- 2002-2007 : député de la 9e circonscription du Bas-Rhin
- 1997-2002 : député de la 9e circonscription du Bas-Rhin
- 1993-1997 : député de la 9e circonscription du Bas-Rhin
- 1988-1993 : député de la 9e circonscription du Bas-Rhin

Mandats régionaux
- 1986-1989 : conseiller régional d'Alsace

Mandats départementaux
- 2001-2008 : conseiller général du Bas-Rhin (élu du canton de Brumath)
- 1994-2001 : conseiller général du Bas-Rhin (élu du canton de Brumath)
- 1988-1994 : conseiller général du Bas-Rhin (élu du canton de Brumath)

Mandats locaux
- 1995-2001 : maire de Brumath (Bas-Rhin)
- 1989-1995 : maire de Brumath (Bas-Rhin)
- 1983-1989 : maire de Brumath (Bas-Rhin)
- 1977-1983 : maire de Brumath (Bas-Rhin)